# گویو (ژنرال)
گوی‌یو (هانگول: 괴유) ژنرالی از امپراتوری گوگوریو بود. او اهل بوکمیونگ بود و در بیست و دومین سال پس از میلاد، در زمان سلطنت امپراتور تموشین، پادشاه تسو را در نبرد فتح بویو به قتل رساند و به دستاوردهای قابل توجه و بزرگی دست یافت.

## تاریخچه
در ماه دوازدهم از سال ۲۱ میلادی ، هنگامی که پادشاه تموشین از گوگوریو به بویو حمله می‌کرد، مردی ظاهر شد. او حدود ۹ فوت قد  ، چهره‌ای سفید و چشمانی درخشان داشت. او نزد پادشاه رفت و گفت: «من مردی عجیب از بوک‌میونگ هستم. شنیده‌ام که اعلیحضرت برای فتح بویو به شمال می‌روند. از شما التماس می‌کنم که بروید و پادشاه بویو را گردن بزنید.» پادشاه خوشحال شد و اجازه داد. 
در ماه فوریه سال ۲۲ میلادی، پادشاه تموشین به جنوب بویو حمله کرد و در دشت‌ها اردو زد. پادشاه تسو از بویو حمله‌ای غافلگیرانه را آغاز کرد و به ارتش گوگوریو فرصتی برای آماده شدن نداد. با این حال، اسب پادشاه تسو در گل گیر کرد. در این لحظه، ژنرال گوی‌یو شمشیر خود را کشید، فریاد زد و هجوم آورد و باعث شد سربازان بویو به عقب رانده شوند و بدون اینکه بتوانند مقاومت کنند، بیفتند. گوی‌یو سپس حمله کرد، پادشاه تسو از بویو را دستگیر کرد و سرش را از بدنش جدا کرد.

## مرگ
او در دهمین ماه همان سال درگذشت. در ابتدا، بیماری او وخیم بود، بنابراین پادشاه تموشین شخصاً برای تسلی دادن به او به ملاقاتش رفت. او گفت: «من فردی حقیر از بوکمیونگ هستم، اما آنقدر لطف و عنایت سخاوتمندانه دریافت کرده‌ام که حتی با وجود اینکه مرده‌ام، جرأت نمی‌کنم فراموش کنم که محبت شما را جبران کنم، گویی هنوز زنده‌ام.» پادشاه تموشین این سخنان را از روی لطف دانست و به دلیل اینکه کارهای زیادی انجام داده بود، او را در جنوب کوه بوکمیونگسان دفن کرد و به اداره دولتی مربوطه دستور داد تا مراسم یادبود سالانه برای او برگزار کند.

## تصویرسازی مدرن
- سرزمین بادها ( KBS 2006-2007 ، بازیگر: پارک سانگ-ووک )